# Apizolaya
Apizolaya es una localidad del extremo norte del estado mexicano de Zacatecas. Ubicada en el municipio de Mazapil.

## Historia y geografía

### Historia del nombre (no oficial)
Hace ya muchísimo tiempo se extravió la hija del hacendado y unos peones iban persiguiendo al hija llamada laya, al observar la marca que sobre el terreno dejó uno de sus pies en el llamado antes el ojito (hoy el zocabon) el rastreador dijo ¡Aquí piso Laya!, de ahí el nombre de Apizolaya

### Localización de Apizolaya
Apizolaya se localiza en el Municipio Mazapil del Estado de Zacatecas, México. Se encuentra en el municipio 26/55 del estado de acuerdo a al mapa de División Política del libro "LOS MUNICIPIOS DE ZACATECAS", y se encuentra en las coordenadas GPS:
Longitud (dec): -102.276667
Latitud (dec): 24.811667
La localidad se encuentra a una mediana altura de 1850 metros sobre el nivel del mar.
Colinda al norte con El rodeo y Roumaldo; al sur con Hidalgo; al este con Lagunilla; al oeste con Caopas

### Hidrografía
Apizolaya, lugar desértico carente de ríos, con un pequeño arroyo dividido en 2 secciones conocidas como Carnicería y Palos Amarillos respectivamente, que nace en la sierra y corre de oriente a poniente pasando a 1.5 km de la población y que en tiempos de lluvias al crecerse riega algunas huertas y labores que se encuentran a su paso desembocando por la región Romualdo, Mazapil, Zacatecas. Estas pocas corrientes superficiales de que dispone no son de importancia por el bajo volumen de agua, debido a que son de temporal en la época de lluvias, de tal manera que resulta muy difícil su aprovechamiento.
Dado el escaso escurrimiento superficial de agua y las características desérticas, el abastecimiento de este líquido depende de las corrientes subterráneas, pero su aprovechamiento se restringe, ya que no se cuenta con suficientes estudios que determinen la localización y los posibles volúmenes de extracción, debido a esto, su infraestructura hidráulica se reduce únicamente a muy pocos pozos de uso agrícola y abrevaderos.

### Orografía
Su terreno es árido y cuenta con algunas llanuras. Aquí destacan algunos cerros localmente conocidos como el Cerro del Toro y El Picacho, el cual sirve como punto de orientación a los habitantes 

### Clasificación y Uso de Suelo
La clasificación de suelos pertenece al cuaternario: aluviones; al cretacio superior: duranio, calizas color claro y gris oscuro laminado; al inferior: berreniano, huateridiano; al jurácico superior: kill oxford y rocas extrusivas; del terciario: derrames, riolitas, tobas, ocasionales y andecitas. Su suelo es de color castaño calro y arcillo-arenoso, típico del semidesierto. La tenencia de la tierra en su gran mayoría es de tipo ejidal, pero también existe la pequeña propiedad. 

### Clima
La climatología predominante de este lugar es de 19º a 35º entre los meses de abril a octubre, encontrándose en condiciones áridas con bajas precipitaciones pluviales entre los 400 milímetros anuales, con climas secos, semisecos y muy secos. 

## Principales ecosistemas

### Flora
La vegetación predominante en la localidad se describe de la siguiente manera: gobernadora (Larrea tridenta), palma semandoca (Yuca carmerosana), palma china (Yuca dilifera), sotol (Dasylirium sp.), mezquite (Prosopis juliflora), chaparro prieto (Acacia conscripta), ocotillo (Fouquiera splendes), lechuguilla (Agave Lechuguilla), nopal (Opuntias sp.), biznaga (Echinocautus sp.), engordacabra (Dalea sp.), orégano, hojasen (Flourrencia sp.), costilla de vaca, mariola, maguey (Agave), hüizache (Vachellia farnesiana), candelilla (Euphorbia antisyphilitica), nopal rastrero, nopal duraznillo, nopal cegador, garambullo, cardenche, tazajillos, mimbres, grangenos, gatuño y diferentes tipos de pastos. 

### Fauna silvestre
La fauna silvestre que se localiza es como sigue: liebre, conejo, víboras de cascabel, jabalí, venado cola blanca y venado bura, gato montés, coyote, zorras, mapache, onza, tejón, coralillo, tortugas terrestres y puma.
Las aves son las siguientes: codorniz o cotucha, paloma güilota, tildios, chicos, paloma blanca, colibríes, gorriones, calandrias, faisán o correcaminos, halcón, águilas real y negra. 

### Fauna doméstica
Está compuesta principalmente de reses, caballos, mulas, ovino, cabras, asnos, gatos, perros, aves de corral (gallinas y guajolotes) 

## Infraestructura social y de comunicación

### Población en Apizolaya
Según el INEGI (2010). La población total de Apizolaya es de 576 personas, de cuales 295 son masculinos y 281 femeninas. 

### Salud
La comunidad de Apizolaya es atendida por medicina preventiva mediante el Centro de Salud, los pacientes que presentan gravedad son turnados a clínicas mejor equipadas y de mayor y mejor atención.
Derecho a atención médica por el seguro social, tienen 58 habitantes de Apizolaya (INEGI 2010).

### Abasto

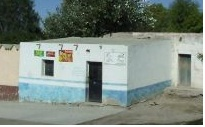
Tienda Diconsa

Cuenta con diversas tiendas de abarrotes (Ale, Lili, Eraclio, Chepito, Cheque, entre otras), una tienda DICONSA, una tienda CONASUPO, dos cervecerías (Corona y Carta Blanca), un expendio de cilindros de gas lp, dos desponchadoras (cuate grande y cuate chico) y dos expendios de gasolina. 

### Deporte
Apizolaya cuenta con campos deportivos a campo abierto y algunos con cerco perimetral, siendo éstos de béisbol y fútbol, contando con canchas con voleibol y básquetbol.
Tiene el equipo representativo de Béisbol llamado los Cardenales y dos equipos de fútbol soccer. 
Para visualizar la fotografía del equipo de béisbol Cardenales 2011, visite el siguiente enlace: https://www.facebook.com/media/set/?set=a.3904067846720.173519.1429968012&type=3#!/photo.php?fbid=236803546381760&set=a.103865229675593.5503.100001563490640&type=3&theater
Para visualizar la fotografía del equipo de fútbol Búhos 2011, visite el siguiente enlace:
https://www.facebook.com/media/albums/?id=100001563490640#!/photo.php?fbid=243535635708551&set=a.243524749042973.61736.100001563490640&type=3&theater
Equipo Apizolaya 2014
Campeón contra el Jazmín Mazapil Zac.https://m.facebook.com/photo.php?fbid=804299062945252&id=100000954967093&set=a.464511593590669.102930.100000954967093&source=43
https://m.facebook.com/photo.php?fbid=804298906278601&id=100000954967093&set=a.464511593590669.102930.100000954967093&source=43

### Medios de comunicación no terrestre
Se cuenta en Apizolaya con dos ciber cafés, uno denominado “EL ZARCO CIBER CLUB”, y el ciber de la secundaria Independencia, los cuales tienen un servicio gratuito para el público en general, Wi-Fi público en el centro de salud.
Escuchándose la radio solamente de Fresnillo y la XEW y al XET, entre otras, se recibe la señal del SKY cuando se contrata, pero éstos y la radio son de cobertura nacional.
Se tienen teléfonos de servicio comunitario cuyos números actuales son:
- 01-200-124-81-81
- 01-200-124-81-82
- 01-200-124-81-83

NO HAY SEÑAL PARA CELULARES.

### Vías de comunicación terrestre
Se cuenta con comunicación de transporte público hacia Torreón, Estación Camacho, Caopas Y Concepción del Oro.
Torreón- Estación Camacho. Sale de la Presidente Carranza entre Zaragoza y Valdez Carrillo a las 10:30 a.m. diariamente excepto los sábados y pasa por Apizolaya entre las 16:00 y 18:00.
Estación Camacho/Caopas-Torreón. Sale a las 6:00 a.m y pasa por Apizolaya entre las 8:00 y 9:00 a.m., diariamente excepto los domingos.
Apizolaya-Concepción del Oro. Ida: lunes, miércoles, viernes. Sale aproximadamente a las 3:00 a.m.
Concepción del Oro-Apizolaya. Sale a las 11: 00 a.m., de la esquina de Morelos y H. Colegio Militar en Transportes del Oro, los domingos, martes y jueves llega entre las 3:00 a 5:00 p.m. 

### Estructura económica
En Apizolaya hay un total de 125 hogares.
De estas 125 viviendas, 1 tiene piso de tierra y unos 2 consisten de una sola habitación.
100 de todas las viviendas tienen instalaciones sanitarias, 115 están conectadas al servicio público, 119 tienen acceso a la luz eléctrica.
La estructura económica permite a 3 viviendas tener una computadora, a 79 tener una lavadora y 113 tienen una televisión. 

### Majadas
- El huizache
- El Zancudo
- Telmo
- El ranchito
- El 7
- El olvido

## Educación académica

### Jardín de Niños Alfonso Reyes
El Colegio Alfonso Reyes es una Escuela de prescolar situada en la localidad de Apizolaya. Imparte educación básica (prescolar general), y es de control público (Federal transferido).

Las clases se imparten en horario matutino.

Sus datos de contacto son: 

ALFONSO REYES

Clave32DJN0262J

Dirección: APIZOLAYA 

Apizolaya (Municipio: Mazapil, Estado: Zacatecas) 

Código Postal: 98240

Responsable SECRETARIA DE EDUCACION DEL GOBIERNO DEL ESTADO 

### Escuela primaria Niños Héroes
El Colegio Niños Héroes es una Escuela de primaria situada en la localidad de Apizolaya. Imparte educación básica (primaria general), y es de control público (Federal transferido).

Las clases se imparten en horario matutino.

Sus datos de contacto son: 

NINOS HEROES

Clave: 32DPR1298V

Dirección: APIZOLAYA 

Apizolaya (Municipio: Mazapil, Estado: Zacatecas)

Código Postal: 98240

Responsable SECRETARIA DE EDUCACION DEL GOBIERNO DEL ESTADO

Ranking estatal de esta escuela al año 2011: 
http://www.ifie.edu.mx/2011/MunicipioPRIMARIA/zacatecas.pdf (enlace roto disponible en Internet Archive; véase el historial, la primera versión y la última).

### Escuela Secundaria Técnica Independencia
Clave 32DST0051H, Turno MATUTINO

Código Postal: 98240

Servicio que ofrece esta escuela: SECUNDARIA TECNICA AGROPECUARIA

Sostenimiento FEDERAL TRANSFERIDO

Responsable DIRECCION GENERAL DE EDUCACION SECUNDARIA TECNICA

Para ver el ranking estatal de esta escuela en el año 2010 de la prueba enlace, consulte el siguiente enlace. http://www.ifie.edu.mx/secundariasestatales2010/zacatecas.pdf (enlace roto disponible en Internet Archive; véase el historial, la primera versión y la última).

Para consultar el Facebook de esta escuela. 
https://www.facebook.com/#!/escuelasecundaria.independencia

### Preparatoria EMSaD Apizolaya Mazapil
http://transparencia.zacatecas.gob.mx/sites/transparencia.zacatecas.gob.mx/files/transparencia/Apizolaya%20lleno.pdf (enlace roto disponible en Internet Archive; véase el historial, la primera versión y la última).

## Fiestas, danzas y tradiciones
Se da hospitalidad tanto a familias como a visitantes, dándoles la mano cuando lo requieren, se acostumbra también acudir al cementerio acompañando a quienes fallecen, haciéndolo la mayoría de los habitantes.
Año con año se realiza el Vía-Crusis viviente con motivo de la Semana Santa, Fiesta de aniversario de la fundación de Apizolaya reparto agrario el 16 y 17 de mayo, la celebración de la virgen del carmen el 16 de julio (fiesta patronal), la tradicional fiesta de muertos el 2 de noviembre y los altares algunas veces con platillos tradicionales.

### Fiesta de aniversario 16 y 17 de mayo
Una de las fechas más importantes de la región, es la fiesta de aniversario de la fundación de Apizolaya del reparto agrario el 16 y 17 de mayo. El 16 de mayo con sus tradicionales carreras de caballos, y por la noche un grandioso baile. El 17 de mayo se da inicio un desfile, el cual participan las diferentes instituciones educativas, y ejidatarios, al terminar el desfile da inicio el festival conmemorativo a dicho evento (Honores a la bandera, bailables, comedias, entre otras), al seguir el día por la tarde se da inicio a diferentes actividades, como concursos y diversos deportes, con comunidades vecinas, por la misma tarde empieza una cabalgata a caballo, iniciando desde "el entronque el huizache" (carretera  estación Camacho - Mazapil), esta sigue su camino hacia el pueblo y sus principales calles, finalizando así en el campo deportivo "El cuadro", con un convivió de comidas tradicionales "Asado". El evento termina por la noche con un grandioso baile popular con excelentes conjuntos musicales. 

### Religión
La mayoría de los de Apizolaya son católicos. También hay creyentes presbiterianos, testigos de Jehová, evangélicos, sabatistas, del séptimo día entre otras. Algunos de los habitantes no tienen ninguna religión. 

### Gastronomía
Mole, birria estilo Zacatecas, cabrito a las brazas, barbacoa al maguey, menudo, pozole rojo, enchiladas, nopalitos, calabacitas, patoles, frijoles, quelites, atoles, dátiles, Dulces de Bisnaga, Cabuchis, esquite, queso, requesón, bebidas alcohólicas de caña, aguamiel y pulque de maguey.
Para las fiestas dentro de la amplia gama de ricos platillos típicos, destaca el Asado de Boda, llamado así porque es muy común servirse en las bodas. Se prepara a base de lomo de cerdo cortado en trocitos, el cual se fríe y se le agrega una salsa de chiles anchos rojos, fritos en manteca; se sazona con pimienta, clavo de olor, canela, hoja de laurel, cáscara de naranja, pan dorado (para espesarlo), tablilla de chocolate, azúcar y sal al gusto, al final se sirve con rebanadas de cebolla cruda y se acompaña de sopa de arroz.